# سکو فوفانا (بازیکن فوتبال اهل مالی)
سکو فوفانا (به انگلیسی: Sékou Fofana؛ زادهٔ ۲۶ سپتامبر ۱۹۸۰) بازیکن سابق فوتبال اهل مالی است که در پست مدافع بازی می‌کرد.
فوفانا در مسابقات قهرمانی جهان زیر ۱۷ سال فیفا در سال ۱۹۹۷ برای مالی به میدان رفت.